# Een jongen gebeten door een hagedis

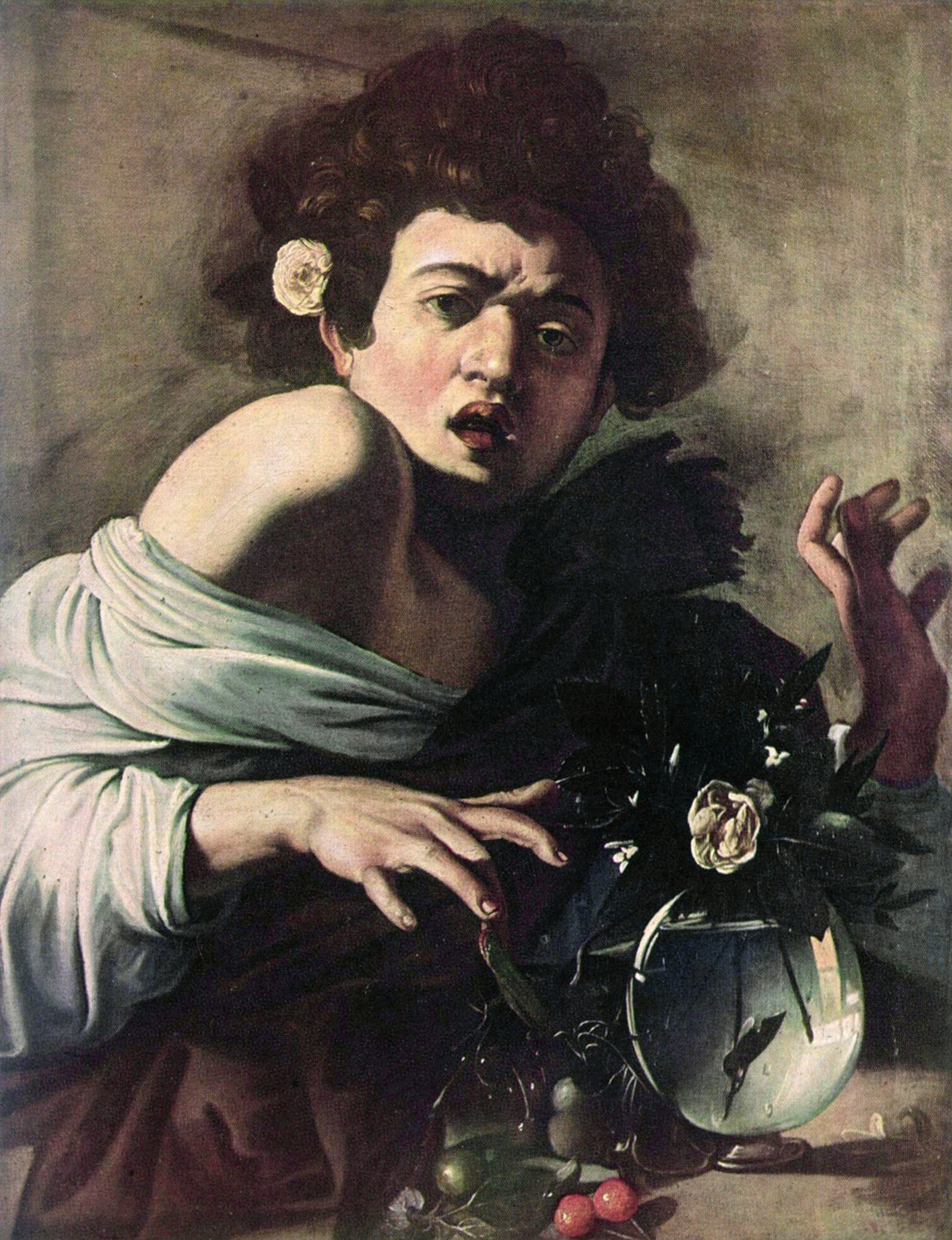
In Florence

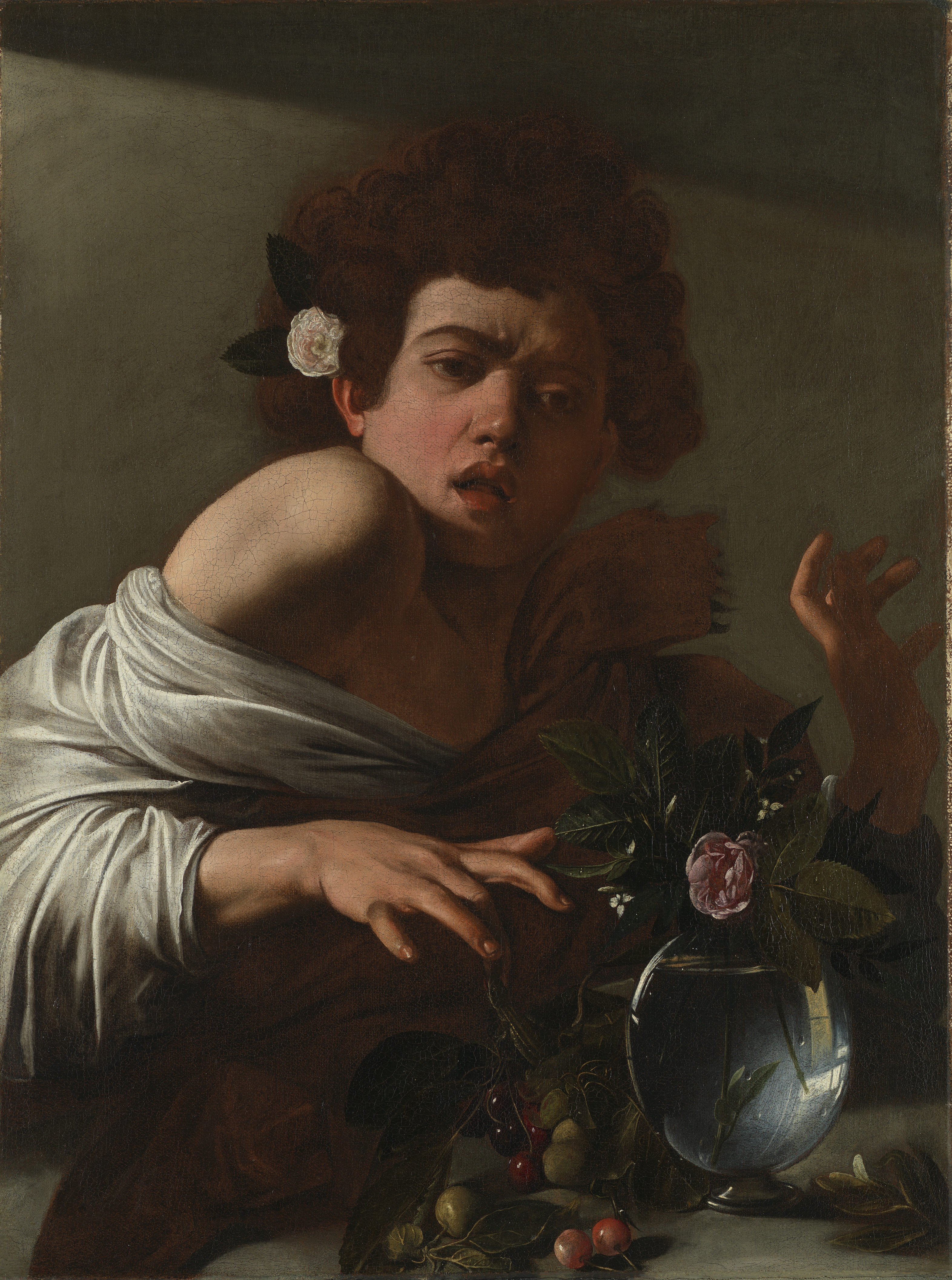
in Londen

Een jongen gebeten door een hagedis (Italiaans: Ragazzo morso da un ramarro) is een olieverfschilderij dat door Caravaggio werd geschilderd in circa 1594-1595. Het heeft een grootte van 66 x 49,5 cm.
Het schilderij behoort tot de collectie van de National Gallery in Londen. Het werk is een voorbeeld van clair-obscur. Een andere versie van het schilderij is te zien in de Fondazione Roberto Longhi in Florence.
Het schilderij uit Londen was van 11 oktober t/m 8 december 2013 te zien in de Galerij Prins Willem V in Den Haag. 
De zieke Bacchus (ca. 1594) · Jongen met een fruitmand (ca. 1593-95) · Een jongen gebeten door een hagedis (1595-96) · Medusa Murtola (ca. 1595) · Bacchus (ca. 1596) · Medusa (ca. 1597) · Judith onthoofdt Holofernes (1598-99) · Narcissus (1598-99) · De roeping van Matteüs (1599-1600) · Het martelaarschap van Matteüs (1600) · Avondmaal in Emmaüs (versie in Londen) (1601-02) · Amor vincit omnia (1601-02) · Johannes de Doper (versie in de Capitolijnse Musea) (1602) · Matteüs en de engel (1602) · De gevangenneming van Christus (ca. 1602) · De Graflegging (ca. 1603–1604) · Rozenkransmadonna (ca. 1604–1605) · Madonna di Loreto (1604-06) · Madonna van de palfreniers (1605-06) · De heilige Hiëronymus (1605-06) · Avondmaal in Emmaüs (versie in Milaan) (1606) · Zeven werken van barmhartigheid (1607) · De onthoofding van Johannes de Doper (1608) · De begrafenis van de heilige Lucia (1608) · De aankondiging (1608-1610) · Geboorte van Christus met de heiligen Laurentius en Franciscus van Assisi (1609) · Aanbidding der herders (1609) · David met het hoofd van Goliath (versie in Rome) (1609-10)